# Raúl Alfredo Cascini
Raúl Alfredo Cascini (San Fernando, Buenos Aires, Argentina; 7 de abril de 1971) es un exfutbolista, entrenador de fútbol, panelista televisivo y dirigente deportivo argentino. Jugaba como volante central. Su primer equipo fue Platense y su último club Boca Juniors donde terminaría retirándose en 2005. Es padre del futbolista Juan Bautista Cascini. 

## Biografía
Ha jugado desde joven en las categorías inferiores de Platense. El 26 de enero de 1990 debuta en Primera en la victoria 3 a 1 sobre Chaco For Ever.
En la temporada 1993-94 es transferido a Independiente donde juega hasta el año 2000, con un breve paso a préstamo en Estudiantes de La Plata, en la temporada 1995-96. Con el "Rojo" ganaría el Torneo Clausura 1994, la Supercopa Sudamericana de 1994 y la Recopa Sudamericana del 1995. En el año 2000, es transferido al Toulouse FC de Francia. Luego de su paso por Europa regresa para jugar en Estudiantes de La Plata. Luego de un año en dicho club, es transferido a Boca Juniors, donde pasaría a ser uno de los jugadores más importantes de la segunda etapa de Carlos Bianchi como entrenador del club.
En el 2003 consigue proclamarse campeón de la Copa Libertadores 2003 y además ganaría por primera vez en su carrera deportiva la Copa Intercontinental, al ganarle por penales al Milan, convirtiendo el último penal y definiendo la serie a favor del conjunto de la ribera. Ese mismo año lograría consagrarse campeón del Torneo Apertura 2003, jugando en un nivel excelente.
Al año siguiente conquistaría la Copa Sudamericana 2004, siendo éste el último título que ha ganado con Boca Juniors, ya que al término de la participación en el Torneo Clausura del 2005, él fue designado como jugador libre y tuvo que despedirse de Boca Juniors. Cuando tenía todo arreglado para pasar a Lanús, se supo de una lesión que el jugador quiso curar en el club donde la lesión se originó, ya habiendo realizado la pretemporada con el plantel de ese equipo, por lo cual volvió a Boca a curar la lesión, pese a no ser tenido en cuenta. Al no conseguir club decidió retirarse del fútbol profesional.
En 2011 fue director técnico de Los Andes de la Primera B Metropolitana con Marcelo Delgado como ayudante de campo, sin buen suceso.

## Panelista
Desde 2015 trabajó como panelista en el programa 90 minutos de fútbol, hasta que renunció en diciembre de 2019. Dicho programa se emite por ESPN (Latinoamérica) con la conducción de Sebastián Vignolo.

## Estadísticas
Datos actualizados al fin de la carrera deportiva.
| C.A. Platense Argentina |               |               |     |    |   |    |    |     |     |    |
| 1.ª | 1989/90       | 10            | 1   | -  | - | -  | -  | 16  | 0   |    |
| 1.ª | 1990/91       | 34            | 1   | -  | - | -  | -  | 34  | 1   |    |
| 1.ª | A-1991        | 19            | 1   | -  | - | -  | -  | 19  | 1   |    |
| 1.ª | C-1992        | 18            | 3   | -  | - | -  | -  | 18  | 3   |    |
| 1.ª | A-1992        | 19            | 1   | -  | - | -  | -  | 19  | 1   |    |
| 1.ª | C-1993        | 19            | 2   | 3  | 0 | -  | -  | 22  | 2   |    |
| Total club | Total club    | 119           | 9   | 3  | 0 | 0  | 0  | 122 | 9   |    |
| C.A. Independiente Argentina |               |               |     |    |   |    |    |     |     |    |
| 1.ª | A-1993        | 10            | 0   | -  | - | 2  | 0  | 16  | 0   |    |
| 1.ª | C-1994        | 12            | 0   | -  | - | -  | -  | 12  | 0   |    |
| 1.ª | A-1994        | 13            | 0   | -  | - | 3  | 0  | 16  | 0   |    |
| 1.ª | C-1995        | 13            | 0   | -  | - | 9  | 0  | 22  | 0   |    |
| 1.ª | A-1996        | 18            | 1   | -  | - | 2  | 0  | 20  | 1   |    |
| 1.ª | C-1997        | 18            | 0   | -  | - | -  | -  | 18  | 0   |    |
| 1.ª | A-1997        | 14            | 0   | -  | - | 4  | 0  | 18  | 0   |    |
| 1.ª | C-1998        | 16            | 0   | -  | - | -  | -  | 16  | 0   |    |
| 1.ª | A-1998        | 4             | 2   | -  | - | 2  | 2  | 6   | 4   |    |
| 1.ª | C-1999        | 11            | 0   | -  | - | -  | -  | 11  | 0   |    |
| 1.ª | A-1999        | 16            | 0   | -  | - | 7  | 0  | 23  | 0   |    |
| 1.ª | C-2000        | 15            | 0   | -  | - | -  | -  | 15  | 0   |    |
| Total club | Total club    | 160           | 3   | 0  | 0 | 29 | 2  | 189 | 5   |    |
| Estudiantes de La Plata Argentina |               |               |     |    |   |    |    |     |     |    |
| 1.ª | A-1995        | 17            | 0   | -  | - | 2  | 0  | 19  | 0   |    |
| 1.ª | C-1996        | 16            | 0   | -  | - | -  | -  | 16  | 0   |    |
| 1.ª | A-2001        | 17            | 0   | -  | - | -  | -  | 17  | 0   |    |
| 1.ª | C-2002        | 16            | 0   | -  | - | -  | -  | 16  | 0   |    |
| Total club | Total club    | 66            | 0   | 0  | 0 | 2  | 0  | 69  | 0   |    |
| Toulouse FC Francia |               |               |     |    |   |    |    |     |     |    |
| 1.ª | 2000-01       | 29            | 1   | 1  | 0 | -  | -  | 30  | 1   |    |
| Total club | Total club    | 29            | 1   | 1  | 0 | 0  | 0  | 30  | 1   |    |
| C.A. Boca Juniors Argentina |               |               |     |    |   |    |    |     |     |    |
| 1.ª | A-2002        | 19            | 1   | -  | - | -  | -  | 19  | 1   |    |
| 1.ª | C-2003        | 8             | 0   | -  | - | 11 | 0  | 19  | 0   |    |
| 1.ª | A-2003        | 16            | 0   | -  | - | 2  | 0  | 18  | 0   |    |
| 1.ª | C-2004        | 12            | 0   | -  | - | 12 | 0  | 24  | 0   |    |
| 1.ª | A-2004        | 13            | 0   | -  | - | 7  | 1  | 20  | 1   |    |
| 1.ª | C-2005        | 4             | 0   | -  | - | 9  | 0  | 13  | 0   |    |
| Total club | Total club    | 72            | 1   | 0  | 0 | 41 | 1  | 113 | 2   |    |
| Total carrera | Total carrera | Total carrera | 446 | 14 | 4 | 0  | 72 | 3   | 522 | 17 |
| (1)Copa Centenario de la AFA (1993); Copa de Francia (2000-01). (2)Supercopa Sudamericana (1993, 1994, 1995, 1996, 1997); Copa Libertadores (1995, 2003, 2004, 2005); Recopa Sudamericana (1995, 2004); Copa Mercosur (1998, 1999); Copa Sudamericana (2003, 2004); Copa Intercontinental (2003). (3)No se consideran goles en encuentros amistosos. |               |               |     |    |   |    |    |     |     |    |

### Como entrenador
| Club      | País      | Año       | PJ | G  | E  | P  | EF%    |
| --------- | --------- | --------- | -- | -- | -- | -- | ------ |
| Los Andes | Argentina | 2011-2012 | 47 | 17 | 17 | 13 | 48.23% |
| Total     | Total     | Total     | 47 | 17 | 17 | 13 | 48.23% |

### Como dirigente deportivo

#### Equipos
| Club                       | País      | Año       | Rol                         |
| -------------------------- | --------- | --------- | --------------------------- |
| Club Atlético Boca Juniors | Argentina | 2019-2025 | Parte del Consejo de Fútbol |

## Palmarés

### Títulos nacionales
| Título           | Club          | País      | Año    |
| ---------------- | ------------- | --------- | ------ |
| Primera División | Independiente | Argentina | C-1994 |
| Primera División | Boca Juniors  | Argentina | A-2003 |

### Títulos internacionales
| Título                       | Club          | Sede           | Año  |
| ---------------------------- | ------------- | -------------- | ---- |
| Supercopa Sudamericana       | Independiente | Avellaneda     | 1994 |
| Supercopa Sudamericana       | Independiente | Rio de Janeiro | 1995 |
| Recopa Sudamericana          | Independiente | Tokio          | 1995 |
| Copa Libertadores de América | Boca Juniors  | São Paulo      | 2003 |
| Copa Intercontinental        | Boca Juniors  | Yokohama       | 2003 |
| Copa Sudamericana            | Boca Juniors  | Buenos Aires   | 2004 |